# أنيليمة
الأنيليمة (الاسم العلمي: Aneilema) هي جنس من النباتات تتبع الفصيلة الوعلانية من رتبة الوعلانيات.

## أنواع الأنيليمة
- أنيليمة اعتدالية
- أنيليمة أليفة الرمال
- أنيليمة أنغولية
- أنيليمة برازيلية
- أنيليمة بيترسية
- أنيليمة ثلاثية البذور
- أنيليمة ثنائية الأزهار
- أنيليمة ثنائية البذور
- أنيليمة جناحية
- أنيليمة جيلاتية
- أنيليمة زغبية
- أنيليمة سبخية
- أنيليمة سنانية
- أنيليمة شعيرية
- أنيليمة شلشترية
- أنيليمة صغيرة
- أنيليمة صومالية
- أنيليمة ظلية
- أنيليمة عصارية
- أنيليمة فلفيتشية
- أنيليمة فورسكالية
- أنيليمة كبيرة الجذور
- أنيليمة طرقاء
- أنيليمة مستدقة
- أنيليمة نيوكاليدنية
- أنيليمة هوكية
- أنيليمة وودية

## صور

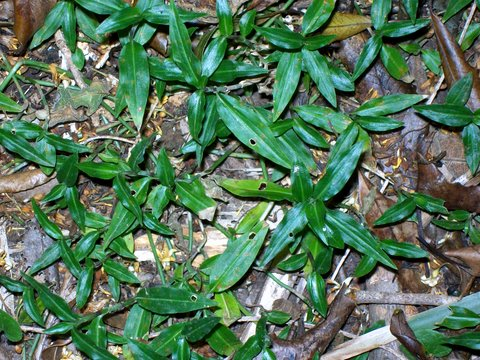
أنيليمة ثنائية الأزهار
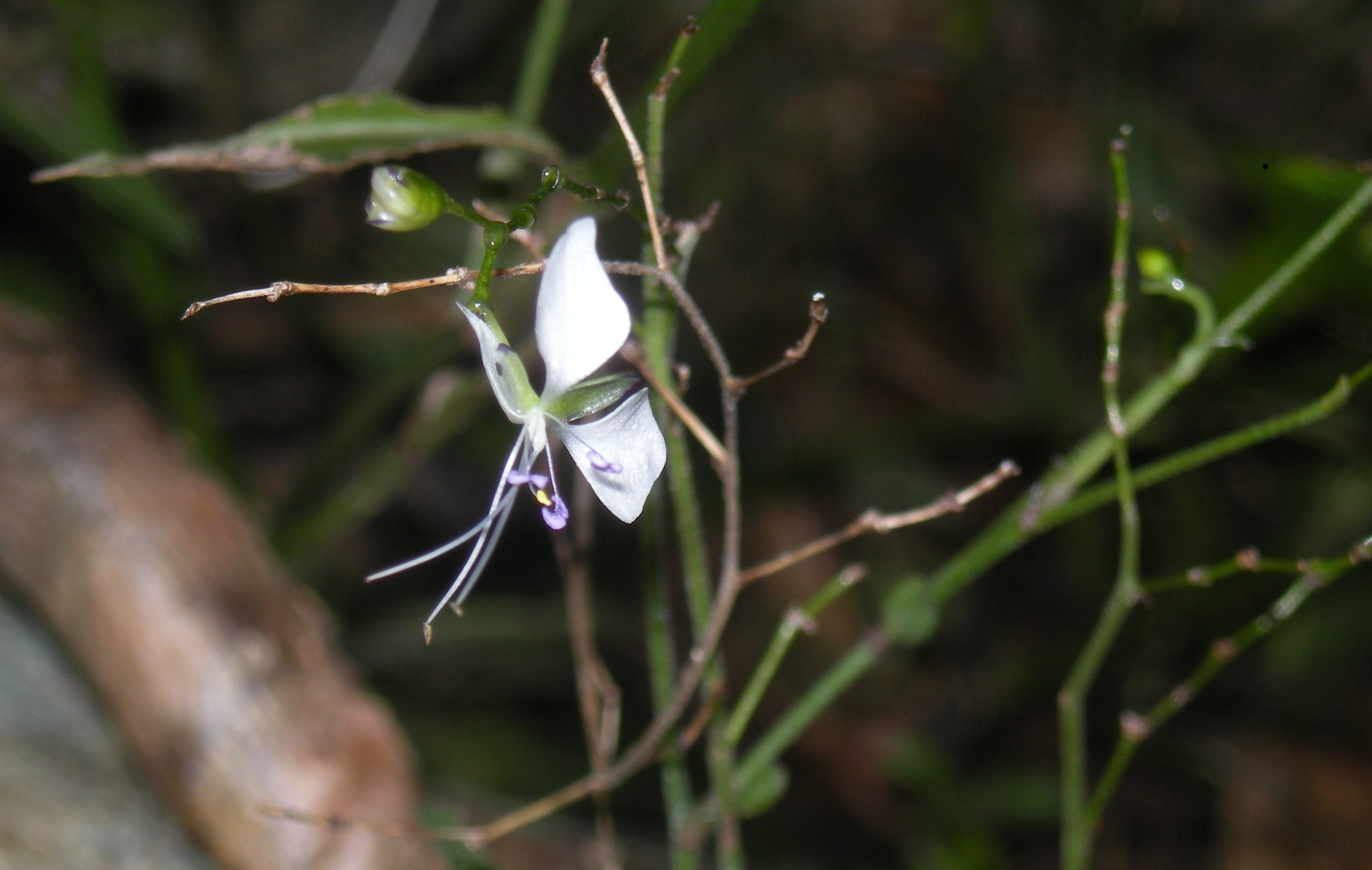
أنيليمة مستدقة
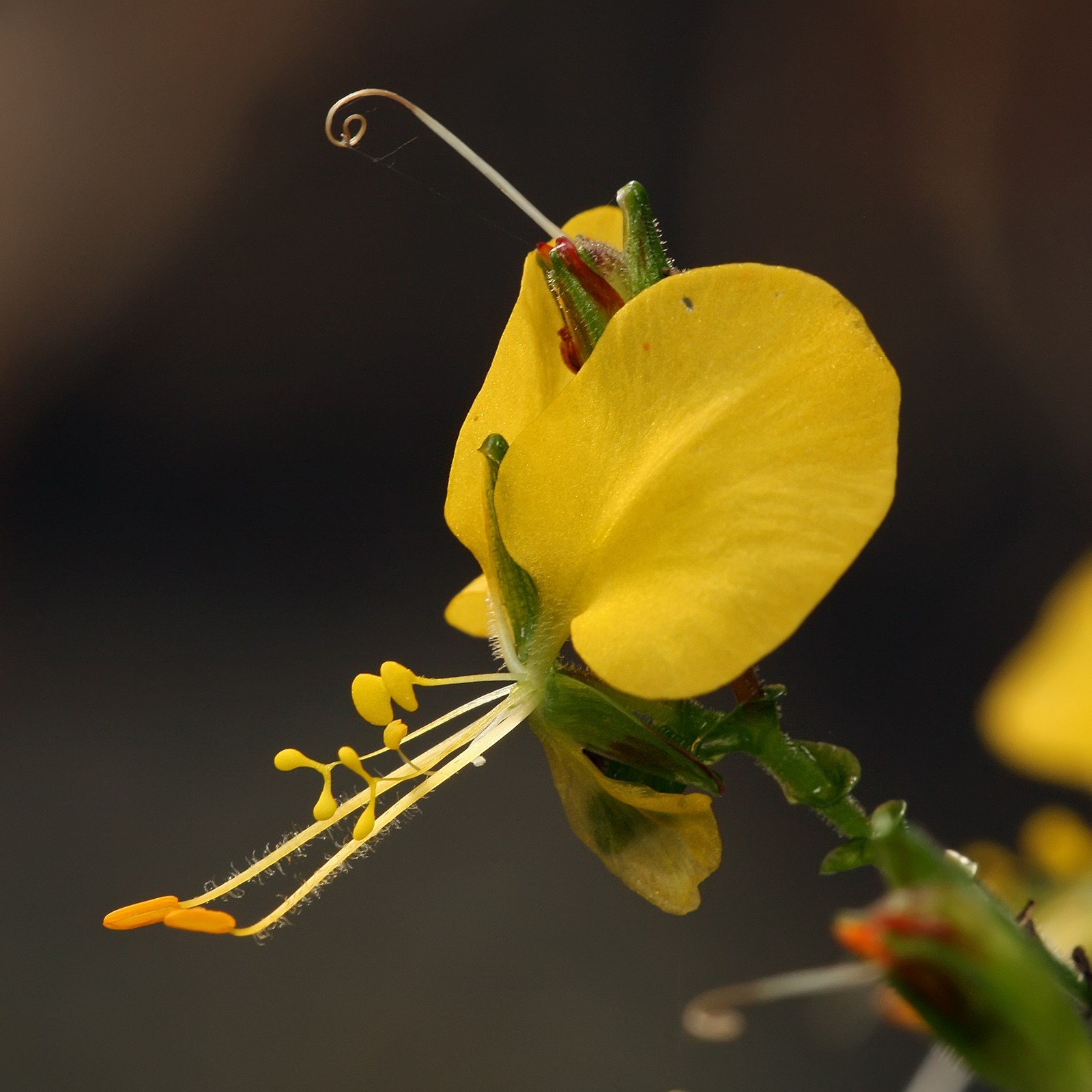
أنيليمة اعتدالية
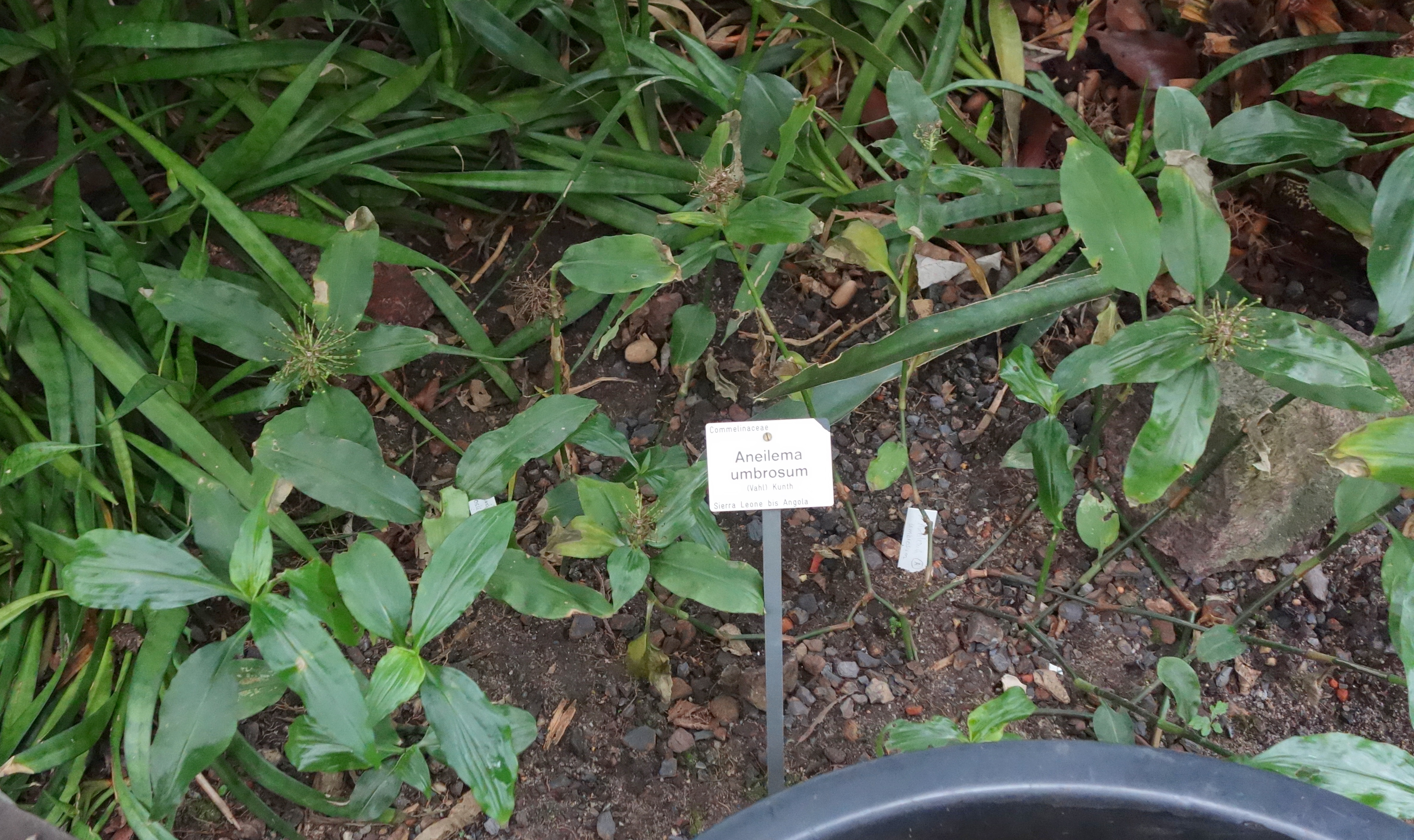
أنيليمة ظلية